# Banca Monte dei Paschi di Siena
Banca Monte dei Paschi di Siena S.p.A. (MPS) (BIT: BMPS) – najdłużej nieprzerwanie funkcjonujący bank na świecie, od wielu lat jeden z największych we Włoszech, założony w 1472 przez zarząd miasta-państwa Siena jako Monte di Pietà.
Obecnie bank posiada ponad 1555 oddziałów we Włoszech, najwięcej w Toskanii (333), Lombardii (210) oraz w prowincji Veneto (204). Zatrudnia około 33 tys. pracowników i obsługuje około 4,5 mln klientów – głównie we Włoszech.
W innych państwach działa spółka zależna MPS Group – MPS Capital Services Banca per le Imprese (w skrócie: MPS Capital Services) z siedzibą we Florencji. W listopadzie 2007 bank przejął od Banco Santander za 9 mld euro Banca Antonveneta, stając się jednocześnie trzecim co do wielkości bankiem we Włoszech (zaraz po UniCredit i Intesa Sanpaolo).
W 2019 bank sprzedał swoją belgijską spółkę Banca Monte Paschi Belgio funduszowi inwestycyjnemu Warburg Pincus. Na bazie tej spółki powstał później Aion Bank.
Od lutego 2022 prezesem banku jest Luigi Lovaglio.
Bank znany jest na świecie jako główny sponsor włoskiego klubu koszykówki Mens Sana Basket Siena, który występuje w I lidze we Włoszech oraz jest częstym uczestnikiem Euroligi.